# Niszczyciele rakietowe typu Akizuki
Niszczyciele rakietowe typu Akizuki – współczesne japońskie niszczyciele rakietowe, wchodzące do służby od 2012 roku. Zbudowano 4 jednostki tego typu.

## Historia
Niszczyciele typu Akizuki stanowią japońskie niszczyciele uniwersalne kolejnej generacji, po niszczycielach typu Takanami. Głównym ich przeznaczeniem jest zwalczanie okrętów podwodnych oraz obrona przeciwlotnicza i przeciwrakietowa na bliższych dystansach. Budowę prototypu przewidziano pierwotnie w budżecie na 2006 rok, jako niszczyciela typu 18DD (niszczyciele 18 roku ery Heisei), następnie przeniesiono ją na budżet na 2007 rok jako niszczyciela 19DD. Początkowo zakładano budowę aż 19 okrętów, później 13, a ostatecznie czterech. Koszt budowy prototypu wyniósł 84,4 mld jenów (ok. 893 mln USD), w niewielkim stopniu przekraczając zakładany (75 mld jenów). Pierwotne plany zakładały budowę bardzo nowoczesnych okrętów, ostatecznie dla ograniczenia kosztów zrezygnowano z części awangardowych rozwiązań, a kadłub oparto na nieco powiększonym typie Takanami. Zrezygnowano między innymi z amerykańskiego systemu radarowego AN/SPY-1F(V) na rzecz krajowego FCS-3A. Przy konstrukcji nadbudówek uwagę poświęcono natomiast redukcji skutecznej powierzchni odbicia w celu zmniejszenia wykrywalności przez radar. 
Budowę zlecono dwóm stoczniom: trzy pierwsze okręty zbudowała Mitsubishi Heavy Industries w Nagasaki, a ostatni Mitsui Engineering & Shipbuilding w Tamano. Stępkę pod budowę pierwszego okrętu położono 17 lipca 2009 roku, wodowano go 13 października 2010 roku, a wszedł do służby 14 marca 2012 roku. Okręty otrzymały nazwy związane z Księżycem, noszone wcześniej między innymi przez niszczyciele typu Akizuki z okresu II wojny światowej, poczynając od głównego okrętu „Akizuki” (pol. Jesienny Księżyc).
| Nazwa     | Nr taktyczny | Stocznia   | Położenie stępki | Wodowanie            | Wejście do służby |
| --------- | ------------ | ---------- | ---------------- | -------------------- | ----------------- |
| Akizuki   | DD 115       | Mitsubishi | 17 lipca 2009    | 13 października 2010 | 14 marca 2012     |
| Teruzuki  | DD 116       | Mitsubishi | 9 lipca 2010     | 15 września 2011     | 2013              |
| Suzutsuki | DD 117       | Mitsubishi | 18 maja 2011     | 17 października 2012 | 2014              |
| Fuyuzuki  | DD 118       | Mutsui     | 14 czerwca 2011  | 22 sierpnia 2012     | 2014              |

## Opis

### Konstrukcja i architektura
Kadłub okrętów stanowi rozwinięcie kadłuba niszczycieli typu Takanami; przy takiej samej długości poszerzono go o metr i wzrosło zanurzenie. Pomimo rozpatrywanych na etapie projektu awangardowych form kadłuba, kadłub ma ostatecznie klasyczny kształt, z burtami lekko rozchylonymi na boki, dziobnicą ostro wysuniętą do przodu i lekkim wzniosem pokładu na dziobie. Pokład jest gładki, a na samej rufie charakterystycznie opada (tak jak w typie Takanami). Rufa jest pawężowa, lekko wychylona na zewnątrz. Okręty mają dwie bryły nadbudówek: dziobową wraz z głównym masztem i przednim kominem oraz rufową z drugim kominem i dużym hangarem. Ściany nadbudówek są pochylone dla zmniejszenia wykrywalności (elementy technologii stealth), przy tym ściany dolnych pięter nadbudówki dziobowej oraz hangaru stanowią przedłużenie burt, tworząc nadbudowę. Charakterystyczne dla tych okrętów jest umieszczenie czterech podwójnych zespołów ścianowych anten stacji radiolokacyjnej: na dziobie na skośnych ścianach najwyższego piętra nadbudówki nad pomostem bojowym, a na rufie na małej nadbudówce na dachu hangaru. Razem kontrolują one poszczególne ćwiartki przestrzeni wokół okrętu. Obudowy kominów stanowią szerokie ścięte graniastosłupy z kratkami wentylacyjnymi po bokach. Dla zwiększenia odporności na uszkodzenia zwiększono grubość grodzi wodoszczelnych w stosunku do poprzedników, a na 3/4 długości rozciąga się podwójne dno. Wyporność standardowa okrętów podawana jest jako 5000 ton, a wyporność pełna 6800 ton. Długość wynosi 150,5 m, szerokość 18,5 m, a zanurzenie 5,4 m.